# Куйбышево (Шымкент)
Куйбышево (каз. Куйбышево) — упразднённое село в подчинении городской администрации Шымкента (до 2000-х годов входило в состав Сайрамского района) Туркестанской области Казахстана. Входило в состав Катынкопрского сельского округа. В 2004 году включено в состав города Шымкент и исключено из учётных данных.

## Население
По переписи 1989 года в селе проживало 2325 человек, из которых 37 % составляли казахи, 50 % — узбеки. В 1999 году население села составляло 5062 человека (2564 мужчин и 2498 женщин).